# Liginiac
Liginiac é uma comuna francesa na região administrativa da Nova Aquitânia, no departamento de Corrèze. Estende-se por uma área de 28,53 km². Em 2010 a comuna tinha 665 habitantes (densidade: 23,3 hab./km²).

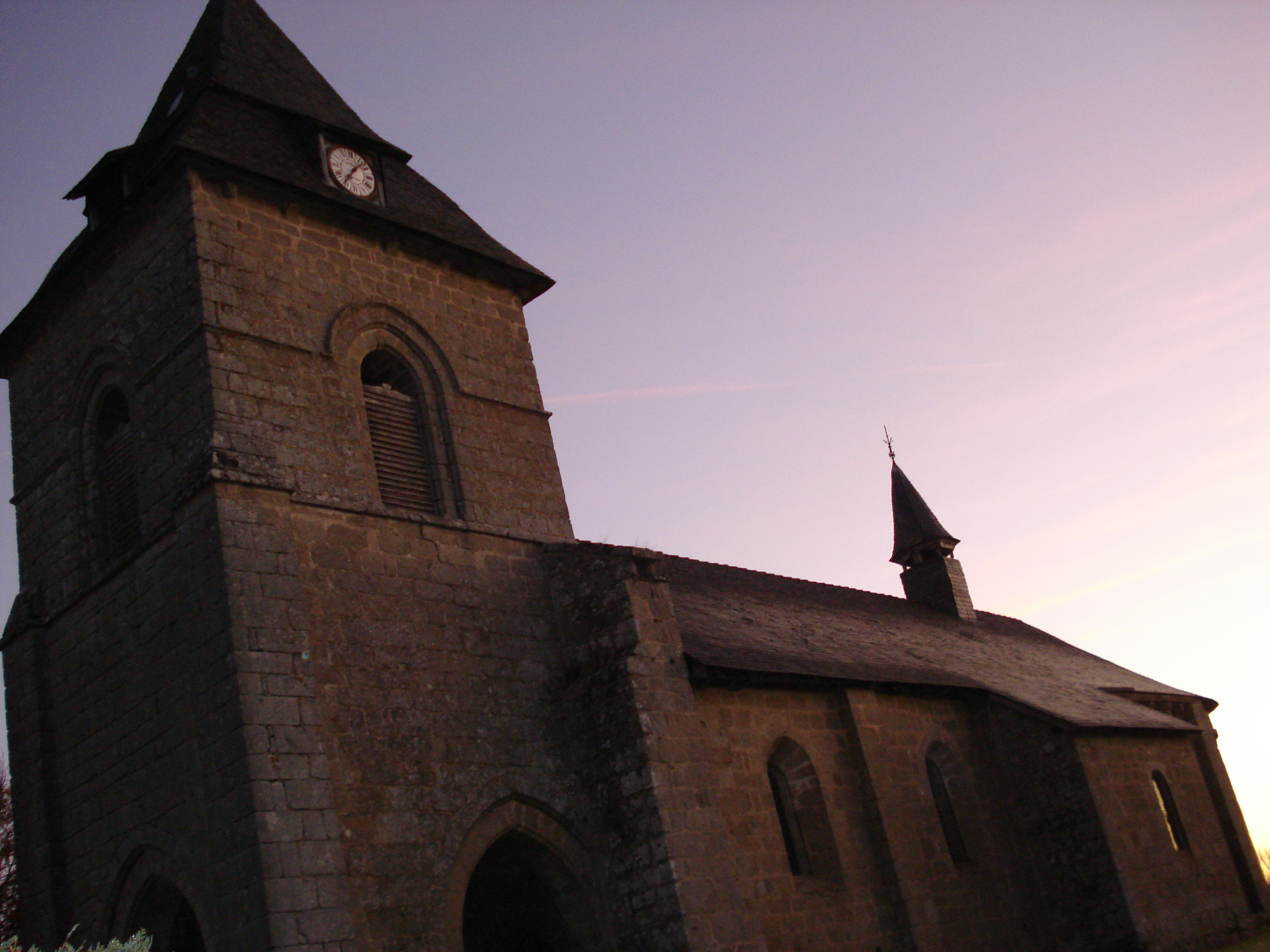
L'Église